# Jasanová alej v Chodově
Jasanová alej v Chodově je památná alej devíti jasanů ztepilých v pražské městské části Chodov. Jako památná byla alej vyhlášena 30. října 2007. Obvod kmenů se pohybuje v rozmezí od 202 do 254 cm, výška se pak pohybuje mezi 16,5 - 22 metry.